# Hexapanopeus cartagoensis
Hexapanopeus cartagoensis is een krabbensoort uit de familie van de Panopeidae. De wetenschappelijke naam van de soort is voor het eerst geldig gepubliceerd in 1939 door Garth.